# Styltmalar
Styltmalar (Gracillariidae) är en familj i insektsordningen fjärilar som delas in i tre underfamiljer, Gracillariinae (styltmalar), Lithocolletinae (guldmalar) och Phyllocnistinae (saftmalar). Larverna lever som minerare i blad av olika buskar och träd. Som fullbildade, eller imago, är styltmalar små och slankt byggda fjärilar med smala vingar och långa antenner och ben. Vingspannet är mellan 4 och 20 millimeter. Arter i underfamiljen Gracillariinae sitter ofta på ett karaktäristiskt sätt med framkroppen upprest och kroppen vinklad så att vingspetsarna pekar mot underlaget när de vilar.
I Sverige finns 89 arter i 16 släkten.